# Torčec
Torčec (régi magyar neve Kethely, illetve Rátkakedhely) falu Horvátországban Kapronca-Kőrös megyében. Közigazgatásilag Dörnyéhez tartozik.

## Fekvése
Kaproncától 10 km-re északkeletre, községközpontjától 1  km-re északra a Drávamenti-síkságon, a Dráva jobb partján fekszik.

## Története
A régészeti leletek tanúsága szerint területén már a késő kőkorszak óta éltek emberek. A település valószínűleg már a tatárjárás előtt is létezett. A tatárok a közelben keltek át a Dráván és az egész környéket elpusztították. A veszély elmúltával újjáépítették és megbízható forrás alapján ekkor "Ketel" (Kethely) volt a neve, melyet máig megőrzött a határában fekvő "Keter" mező neve. A név a magyar kedd szóból származott és olyan helyet jelentett, ahol a keddi napon tartották a hetivásárokat. Egy 1353-ban kelt dokumentum a mai Torčec falu nemeseit "de Rathkakedhel", azaz Rátkakedhelynek említi. 1382-ben a falu a raszinyai uradalomhoz tartozott. A mai horvát név 1394-ben bukkan fel először. Szent István királyról nevezett plébániáját 1334-ben említi Ivan goricai főesperes a zágrábi káptalan statutumában. A falut a 16. században a török többször is elpusztította.
A 17. század elején a Bocskai család telepítette újra, lakói letelepedésük fejében nyolc hektár szántóföldet és szabadságjogokat kaptak. Plébániatemplomát 1649-ben említi újra az egyházi vizitáció dokumentuma. A 17. század végén a kuzmineci uradalomhoz tartozott. A 19. században lakossága intenzíven gyarapodott, melyben közrejátszott, hogy a Dráva áradásai miatt a szomszédos Dörnyéről és Botovoról elköltözött lakosság nagy része itt, a folyótól távolabb fekvő faluban telepedett le. Biztonságos fekvése elősegítette a mezőgazdaság fejlődését, mely különösen 1848 után gyorsult fel. 1840 és 1842 között felépült az új templom. 1870-ben megindult a vasúti forgalom a Budapest-Zágráb vonalon. 1882-ben megalakult önkéntes tűzoltóegylete. A 20. század elején megalakult a földműves szövetkezet, majd a Horvát Sokol társaság. 1857-ben 925, 1910-ben 1048 lakosa volt. 1907-ig közigazgatásilag Đelekovechez tartozott, ekkor Dörnyéhez csatolták. 1920-ig Belovár-Kőrös vármegye Kaproncai járásához tartozott. 1963-ban közigazgatásilag Kaproncához csatolták. Dörnye községet 1993-ban alapították újra. 2001-ben a falunak 697 lakosa volt.

## Nevezetességei
- Szent István király tiszteletére szentelt temploma a 1842-ben épült klasszicista stílusban. A templom a település központjában található. Korábban egy fából készült kápolna volt a közelben, amelynek létezését egy 1731-ből származó állítás is megerősítette, és bizonyos, hogy Torčecben volt egy régebbi szakrális épület abban az időben (1334-ben) is, amikor a település még plébánia székhelye volt. A 19. század második fele építészeti jellegzetességeinek részben fennmaradt berendezése közül kiemelkedik a szentélyben lévő Jézus Szíve főoltár.

- Kethely középkori várának maradványai a település határában.